# Blümer Berg
Der Blümer Berg ist ein 320,4 m ü. NHN hoher Berg des Bramwaldes nahe der Kernstadt von Hann. Münden im niedersächsischen Landkreis Göttingen (Deutschland). Er ist benannt nach Blume, einer historischen Mündener Vorstadt.

## Geographie

### Lage
Der Blümer Berg erhebt sich im Naturpark Münden im Norden des Stadtgebiets des am Weserursprung gelegenen Hann. Münden. Sein Gipfel liegt rund 2,9 km nordöstlich der Mündener Altstadt. Rund um den Berg befinden sich die Mündener Ortsteile Hermannshagen im Süden, Blume im Südsüdwesten, Gimte im Westen und Volkmarshausen im Nordwesten mit dem Weiler Schedetal im Norden. Jeweils etwas entfernt liegen die Ortsteile Mielenhausen im Nordosten und Wiershausen im Südosten.
Der Südwestausläufer des Blümer Bergs ist der Questenberg (ca. 220 m), auf dem die Franzosenschanze und die Weserliedanlage liegen. Der Nordwestausläufer ist die Hünenburg (312,5 m), durch dessen Nordwesthang der Volkmarshäuser Tunnel führt.
Auf dem Blümer Berg breiten sich Teile des Mündener Stadtforsts aus. Auf ihm liegen auch solche des Landschaftsschutzgebiets Weserbergland-Kaufunger Wald (CDDA-Nr. 325317; 1989 ausgewiesen; 285,018 km²).

### Naturräumliche Zuordnung
Der Blümer Berg gehört im Weserbergland in der naturräumlichen Haupteinheitengruppe Weser-Leine-Bergland (Nr. 37), in der Haupteinheit Solling, Bramwald und Reinhardswald (370) und in der Untereinheit Bramwald (370.5) zum Naturraum Mündener Bramwald (370.52). Die Landschaft fällt nach Süden bis Südwesten in die Untereinheit Mündener Fulda-Werra-Talung (370.6) ab, nach Westen in die Untereinheit Weserdurchbruchstal (370.3) und nach Norden in den Naturraum Schedetal (370.51). Nach Osten leitet sie in den Naturraum Schedener Rötsenke (371.11) über, der in der Haupteinheit Sollingvorland (371) zur Untereinheit Südliches Sollingvorland (371.1) zählt.

### Gewässer

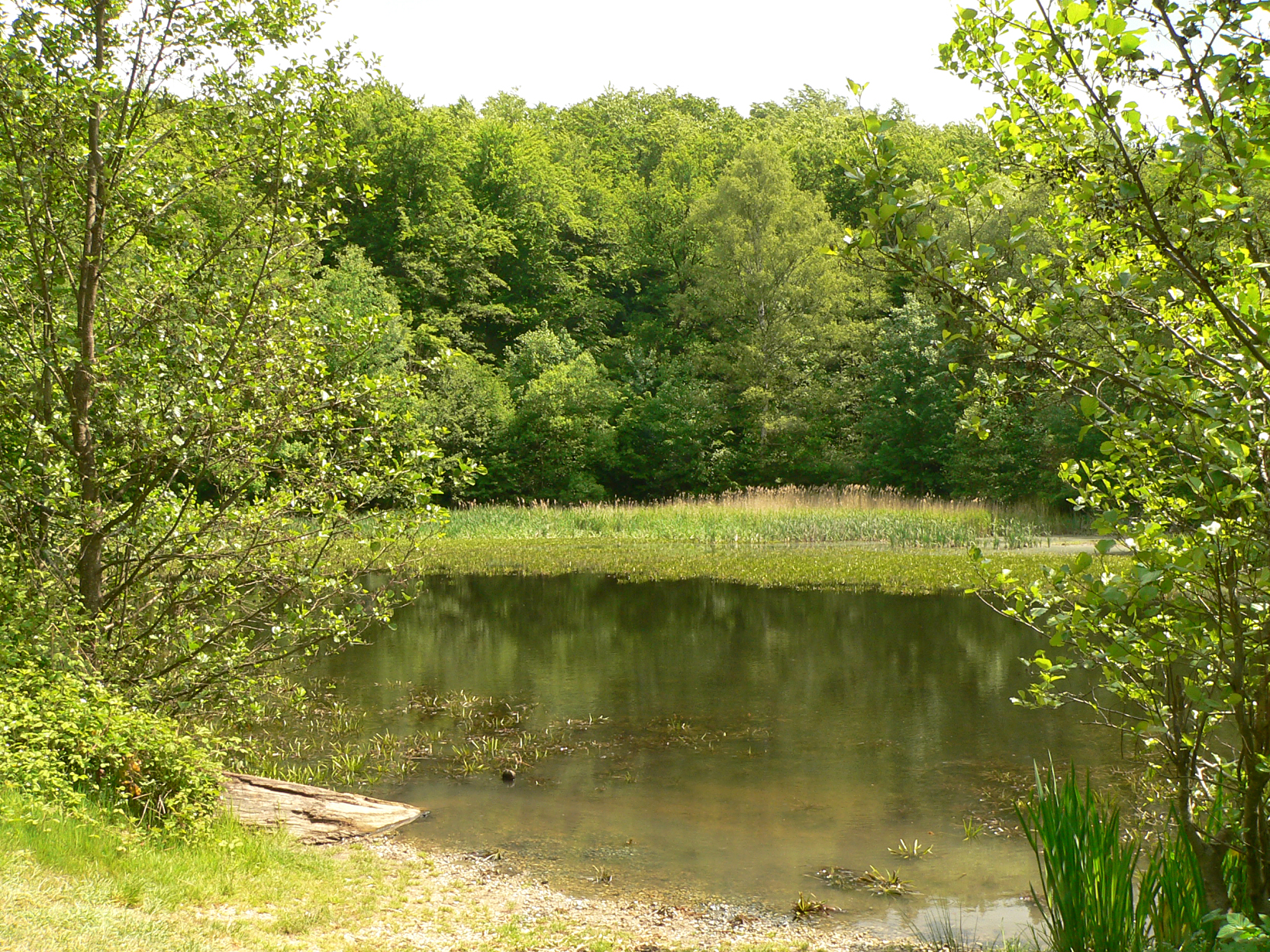
Klusteich

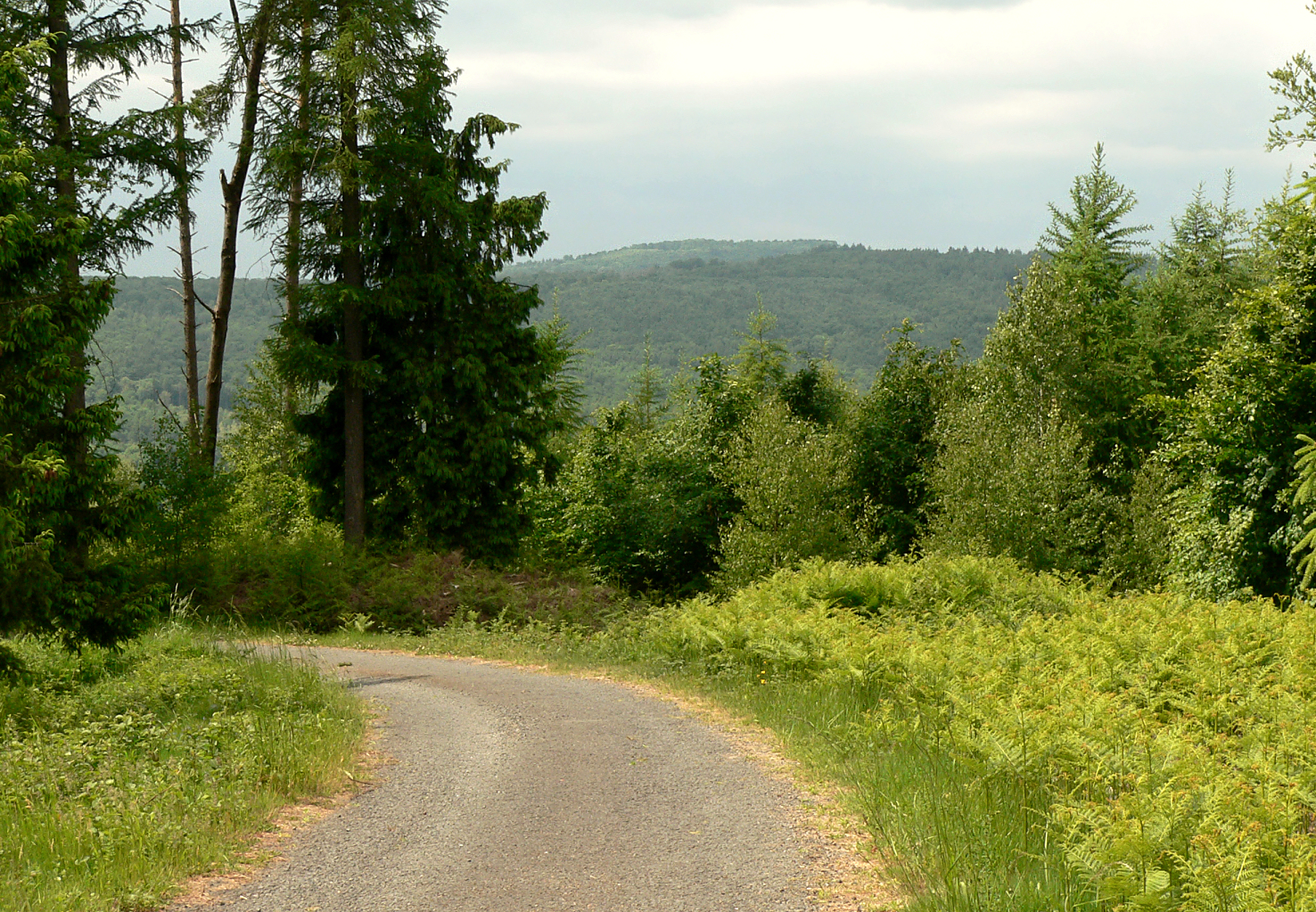
Weg auf dem Blümer Berg mit Blick auf den Gahrenberg

Auf dem Osthang des Blümer Bergs liegt der Düsterer Kellerbrunnen, dessen Wasser durch einen kurzen Bach südwestwärts zur Werra fließt. Letztere tangiert den Berg im Süden und vereint sich südsüdwestlich unterhalb des Questenbergs am Weserursprung (116,5 m) mit der Fulda zur westlich des Blümer Berges verlaufenden Weser. Etwas östlich des Düsteren Kellerbrunnens entspringt ein den Klusteich speisender Bach, der nordöstlich des Berges in die Schede mündet. Den mündungsnahen Unterlauf dieses Weser-Zuflusses speist nordwestlich des Berges auch der auf seinem Westhang quellende Thielebach.

## Verkehrsanbindung und Wandern
Früher verlief im Südwesten, Westen und Norden auf den unteren Hängen des Blümer Bergs die Hannöversche Südbahn. Der Abschnitt der dortigen Dransfelder Rampe ist zurückgebaut, obgleich der Volkmarshäuser Tunnel noch vorhanden ist.
Südlich vorbei am Berg verläuft entlang dem Werra- und Weserufer die Bundesstraße 80, die südwestlich des Berges zusammen mit der Bundesstraße 3 über die Weserbrücke Hann. Münden führt; die B 3 verläuft west- und nördlich vorbei am Berg.
Vorbei an der auf dem Questenberg liegenden Weserliedanlage führt vom Mündener Ortsteil Blume kommend ein gemeinsamer Abschnitt des Europäischen Fernwanderwegs E6, der Gaußrunde und des Studentenpfads sowie des Frau-Holle-Pfads. Die drei zuerst genannten Wanderwege verlaufen nach der Anlage weiter über den Süd- und Osthang und der zuletzt erwähnte Pfad wie auch der 13-Brückenweg über den Westhang.